# Вжечко
Вжечко (пол. Wrzeczko) — село в Польщі, у гміні Лишковиці Ловицького повіту Лодзинського воєводства.
Населення — 479 осіб (2011).
У 1975-1998 роках село належало до Скерневицького воєводства.

## Демографія
Демографічна структура станом на 31 березня 2011 року:
|          | Загалом | Допрацездатний вік | Працездатний вік | Постпрацездатний вік |
| -------- | ------- | ------------------ | ---------------- | -------------------- |
| Чоловіки | 240     | 47                 | 169              | 24                   |
| Жінки    | 239     | 50                 | 128              | 61                   |
| Разом    | 479     | 97                 | 297              | 85                   |